# شرارة (ذمار)
شراره هي إحدى قرى الجمهورية اليمنية. تتبع جغرافيا لمحافظة ذمار وإداريًا لمديرية جهران. يبلغ تعداد سكانها 1831 نسمة حسب الإحصاء الذي أجري عام 2004.